# دارشان رانگاناتان
دارشان رانگاناتان (انگلیسی: Darshan Ranganathan؛ زاده ۴ ژوئن ۱۹۴۱ درگذشته ۴ ژوئن ۲۰۰۱) یک دانشمند اهل هند بود.